# Northeim
Northeim là một thành phố thuộc Niedersachsen, Đức, thủ phủ của huyện Northeim, dân số cuối năm 2008 là 30.000 người. Thành phố này nằm trên con đường cảnh quan Đức.